# 哈利·波特魔法世界 (展覽)

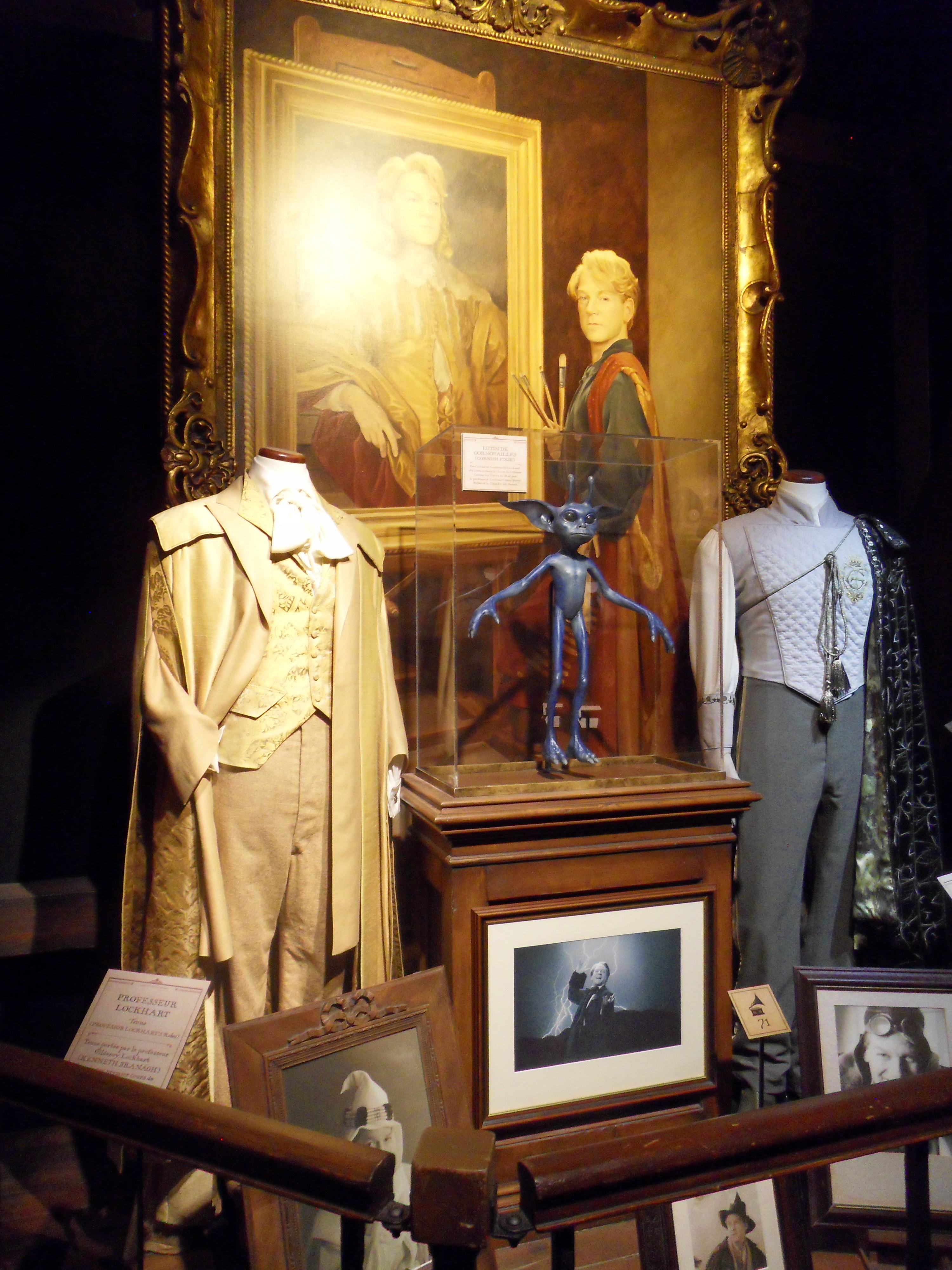
在巴黎的哈利波特魔法世界展覽，圖為與吉德羅·洛哈相關的服裝和道具。

哈利波特魔法世界（英語：Harry Potter: The Exhibition）是一個展出《哈利波特》系列電影服裝和道具的巡迴展覽，2009年4月於美國芝加哥科學與工業博物館首度展出，其後陸續在波士頓、多倫多、西雅圖、紐約、悉尼、新加坡、東京、巴黎和布魯塞爾等多個大城市展出，2015年12月至中國上海展出。

## 展覽
該展覽呈現了哈利波特電影中不少知名的場景，如霍格華茲魔法與巫術學院葛來分多公共休息室和宿舍、魔藥學、草藥學教室及禁忌森林等，利用了上千件的道具和服裝來布置展覽。還包含了一些可與參觀者互動的展區，如魁地奇、魔蘋果和海格的巨型椅子。
從2016年開始，展覽還新增了電影《怪獸與牠們的產地》相關的道具和服裝。

## 外部連結
- 官方网站